# Torre Balboa
La Torre Balboa o Balboa Tower, es un complejo de edificación situado en Calle 45 Corregimiento de Bella Vista, frente a la Avenida Balboa y al parque Urracá en la ciudad de Panamá.

## Datos clave
- Altura: 138 m.
- Espacio total - --- m².
- Condición: Construido.
- Rango: 	
  - En Panamá: 2002: 5º lugar.